# Бінті (трилогія)
Трилогія «Бінті» або серія «Бінті» (англ. Binti Trilogy) — серія афрофутуристичних науково-фантастичних повістей нігерійсько-американської письменниці Ннеді Окорафор. Починаючи з «Бінті» і закінчуючи «Бінті: Нічний маскарад», розповідається про те, як героїня Бінті залишає Землю, щоб вступити до престижного університету в космосі.

## Сюжет

### «Бінті» (2015)
Бінті стає першою представницею народу хімба, яку прийняли до престижного міжгалактичного університету Оомза Юні. Дізнавшись про вступ, Бінті тікає з дому та вирушає на транспортному судні до Оомза Юні. Під час транзиту корабель викрадають медузи, медузоподібні прибульці, які раніше ворогували з кушами, іншою етнічною групою людей. Після того, як медузи вбивають всіх інших мешканців корабля, Бінті відступає у свої приватні житлові приміщення. Згодом вона дізнається, що стародавній артефакт едан, який вона привезла з Землі, дозволяє їй безпосередньо спілкуватися з медузами. А отжизе — суміш глини та ґрунту її батьківщини — має цілющі властивості для медуз. Вона знаходить друга в одній із молодших, гарячіших медуз на ім'я Окву, і згодом укладає умовне перемир'я між собою та викрадачем; перемир'я тягне за собою глибоку фізичну трансформацію Бінті. Після прибуття до університету вона змогла домовитися про короткостроковий мир між медузами та людською расою, після чого вона серйозно розпочала навчання в Університеті Оомза.

### «Бінті: Додому» (2017)
«Бінті: Додому» розповідає про повернення Бінті додому, щоб зустрітися зі своєю сім'єю та старшими після першого року навчання в Університеті Умза за межами світу. Примирення ускладнюється ворожістю сім'ї, її фізичною трансформацією та присутністю друга-медузи Окву. Подорожуючи в пустелю, вона зустрічає відречених родичів свого батька і під їхнім керівництвом протистоїть внутрішньоплемінним упередженням і зазнає своєї другої глибокої фізичної трансформації. Тим часом спалахує війна між медузами та кхоушами, у якій сім'я Бінті опинилася між двох вогнів.

### «Бінті: Нічний маскарад» (2018)
В останній книзі трилогії «Бінті: Нічний маскарад» розповідається про те, як Бінті повертається додому, досліджуючи свої здібності гармонізатора, і мусить знайти спосіб зупинити війну, яку кхауші ведуть, аби знищити Окву та його народ — медуз.

## Компіляція
Згодом три повісті вийшли єдиним виданням — «Бінті: Повна трилогія», доповненим оповіданням «Бінті: Священний вогонь».

## Список творів
1. «Бінті» — опубліковано в 2015 році
1.5. «Бінті: Священний вогонь» — опубліковано 2019 року як нове оповідання у збірці «Бінті: Повна трилогія»;[1] служить інтерлюдією між «Бінті» і «Додому».[7][8]
2. «Бінті: Додому» — опубліковано 2017 року.[9]
3. «Бінті: Нічний маскарад» — опубліковано 2018 року.